# 동네 한 바퀴
〈동네 한 바퀴〉는 한국의 동요로, 프랑스 동요 〈수탉이 죽었다(Le coq est mort)〉에 윤석중이 가사를 붙인 것이다. 돌림노래로 부를 수 있다.